# Aman Ravindra Singh
Aman Ravindra Singh est un homme politique fidjien d'origine indienne. Il est actuellement secrétaire adjoint du Parti travailliste fidjien et un éminent juriste constitutionnel aux Fidji. Le Conseil national du Parti travailliste fidjien a nommé Singh à la tête du parti en vue des élections législatives qui auront lieu en 2018. Le chef du parti, Mahendra Chaudhry, a également annoncé que si le Parti travailliste remporte les élections générales en 2018, Singh deviendra Premier ministre.

## Carrière politique
M. Singh a commencé sa carrière politique en tant que secrétaire général du Parti démocratique populaire lors des élections législatives fidjiennes de 2014. Le Parti n'a obtenu aucun siège au Parlement et Aman a ensuite démissionné du Parti en invoquant son désaccord avec les membres du conseil d'administration du Parti.
En 2015, Singh a prétendu avoir reçu des menaces pour son implication dans des affaires de sédition très médiatisées dans le pays. Plus tard en 2018, il a pris part à une autre controverse lorsqu'il a accusé le Premier ministre, Frank Bainimarama et le procureur général, Aiyaz Sayed-Khaiyum, d'être les auteurs des attaques contre la communauté hindoue, créant un climat de peur et une promesse de sécurité retardée. Des poursuites ont été intentées devant la Haute Cour des Fidji (en) par le premier ministre et le procureur général contre lui pour diffamation contre l'affichage de commentaires non fondés sur sa page Facebook intitulée "Regime Dirty Politics".